# 绵萆薢
绵萆薢（学名：Dioscorea septemloba）为薯蓣科薯蓣属的植物。分布于日本以及中国大陆的江西、福建、广东、浙江、广西、湖北、湖南等地，生长于海拔450米至750米的地区，常生长在山坡疏林及灌丛中，目前尚未由人工引种栽培。

## 外部連結
- 綿萆薢 中藥材圖像數據庫  (香港浸會大學中醫藥學院) （中文）（英文）